# Montaje flotante

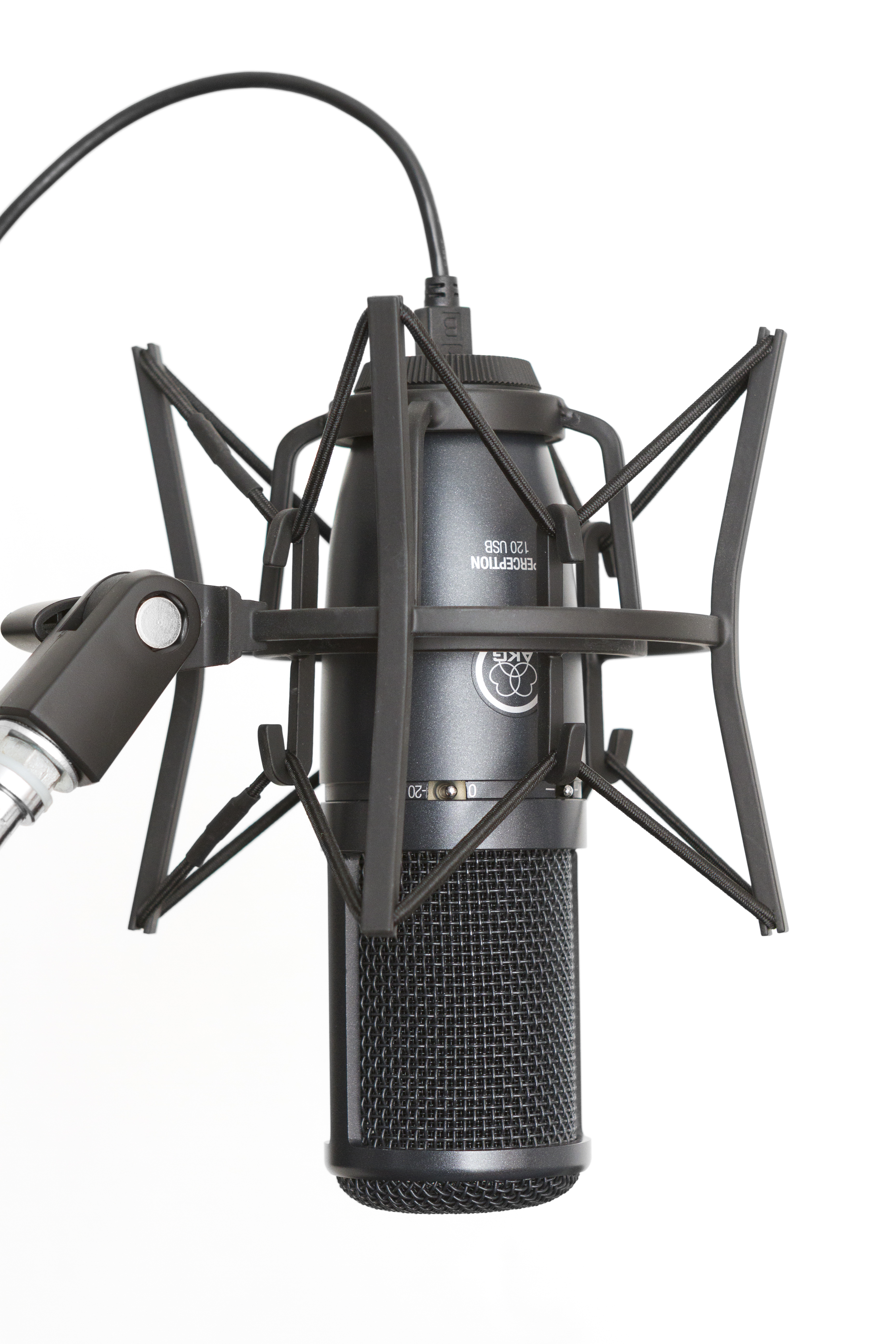
Micrófono de condensador con montaje flotante para evitar el microfonismo

En una variedad de aplicaciones, un montaje flotante  es un tipo de montaje mecánico que conecta dos partes elásticamente.
En el caso de un micrófono la parte principal del montaje flotante es un marco elástico exterior. Esto ayuda a reducir el ruido mecánicamente acoplado de la zona circundante, sin afectar el sonido del micrófono.
En los amplificadores de alta ganancia, los ingenieros de diseño solían montar el conjunto tubo-zócalo de estas etapas, a prueba de sacudida, mediante unas pequeñas gomas-tándem colocadas en los orificios de los tornillos, dejando el conjunto tubo-zócalo en una situación "flotante".

## Micrófonos
Se utilizan comúnmente en los micrófonos de estudio para evitar ruidos no deseados. El montaje flotante se utiliza para aislar parcialmente el micrófono de las vibraciones que de otro modo podrían ser transmitidas a través del soporte de micrófono, haciendo que los sonidos no deseados se añadan a la señal de salida.

## Reproductores de discos compactos
Un diseño diferente se encuentra en algunos reproductores de discos compactos, en los que unas gomas tándem sostienen la mecánica del disco y el conjunto de la lectura, con lo que los aíslan de las vibraciones externas.

## Shock mountpara muebles

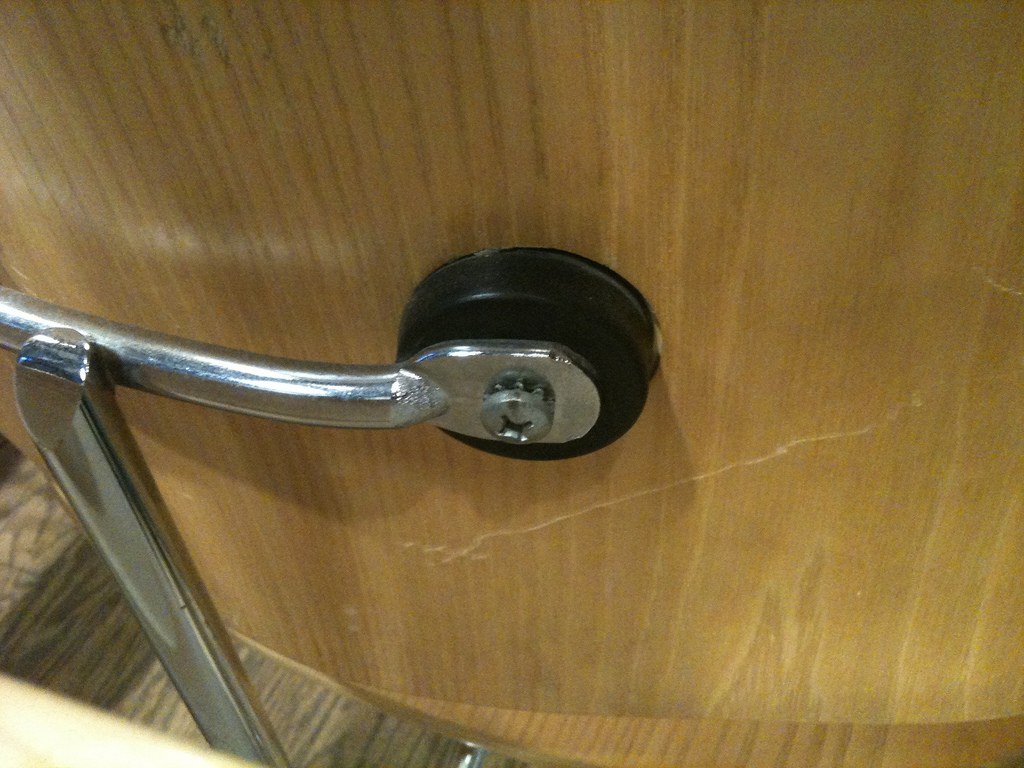
Uno de los dos amortiguadores que sujetan la parte posterior de un sillón de madera (LCW). El caucho negro está pegado a la madera y el tornillo sólo se conecta al caucho.

Una idea similar, también conocida como shock mount, se encuentra en el diseño de muebles, introducido por Charles y Ray Eames. El shock mount proporciona algo de absorción de impactos y sirve como bisagra, permitiendo que el asiento pivote libremente.